# 로라 호프 크루스

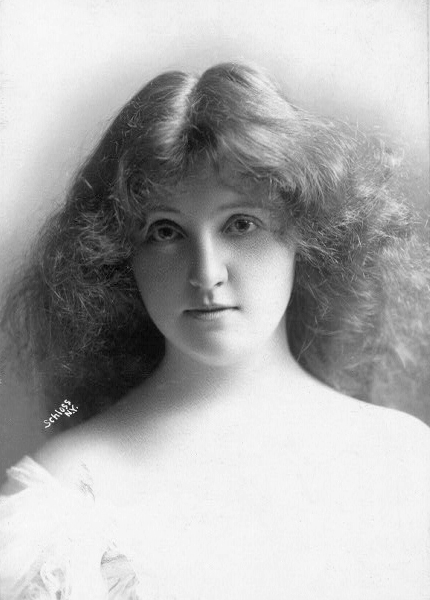

로라 호프 크루스(Laura Hope Crews, 1879년 12월 12일 ~ 1942년 11월 12일)는 미국의 배우이다. 영화 《바람과 함께 사라지다》에서 피티팻 이모 역으로 출연했다.

## 영화
- 만찬에 온 사나이 (1942년)
- 뉴올리언스의 불빛 (1941년)
- 한 발은 천국에 (1941년)
- 파랑새 (1940년)
- 바보의 기쁨 (1939년)
- 더 레인스 케임 (1939년)
- 더 스타 메이커 (1939년)
- 바람과 함께 사라지다 (1939년)
- 닥터 리듬 (1938년)
- 땡스 포 더 메모리 (1938년)
- 춘희 (1936년) - 프루덩스 역
- 추억의 노래 (1935년)